# Рябчик русский
Ря́бчик ру́сский (лат. Fritillária ruthénica) — многолетнее травянистое растение, вид рода Рябчик (Fritillaria) семейства Лилейные (Liliaceae).

## Распространение и экология
На территории России растение встречается в Европейской части, Предкавказье и Западной Сибири.
Произрастает на лугах и в зарослях кустарников, на каменистых местах, вдоль рек.

## Ботаническое описание
Цветки: стебель высотой 20—50 см, гладкий, тонкий, голый.
Листья очерёдные, острые, слегка стеблеобъемлющие, 6—9 см длиной и 3—5 мм шириной. Верхние — нитевидные, со спирально закрученными концами, короче нижних.
Цветки собраны по 1—5 в рыхлых кистевидных соцветиях на верхушке стебля, а также в пазухах верхних листьев. Околоцветник колокольчатый, снаружи тёмно-красный, покрытый неясным, более тёмным шахматным рисунком, внутри желтоватый, с зеленоватой полоской на каждой доле. Цветоножки значительно короче околоцветника. Пестик длиннее тычинок, до середины столбика разделённый на три рыльца.
Коробочка до 3,5 см длиной и 1,8 см шириной, крылатая, шестигранная, с притупленным верхом, книзу слегка суженная.
Цветёт весной — с апреля по май.

## Классификация

### Синонимы
В синонимику вида включены следующие названия:
- Corona leucantha Fisch. ex Graham, 1828
- Fritillaria heterophylla Sol. ex Baker, 1874
- Fritillaria minor Ledeb., 1830

### Таксономия
Вид Рябчик русский входит в род Рябчик (Fritillaria) семейства Лилейные (Liliaceae) порядка Лилиецветные (Liliales).
|  |                                      |  |                                                              |                                                              |                    |  | ещё девять семейств (согласно Системе APG III) | ещё девять семейств (согласно Системе APG III) |                    |  |  |  | ещё около 150 видов |
|  |                                      |  |                                                              |                                                              |                    |  | ещё девять семейств (согласно Системе APG III) | ещё девять семейств (согласно Системе APG III) |                    |  |  |  | ещё около 150 видов |
|  |                                      |  |                                                              | порядок Лилиецветные                                         |                    |  |                                                |                                                | род Рябчик         |  |  |  |                     |
|  |                                      |  |                                                              | порядок Лилиецветные                                         |                    |  |                                                |                                                | род Рябчик         |  |  |  |                     |
|  | отдел Цветковые, или Покрытосеменные |  |                                                              |                                                              | семейство Лилейные |  |                                                |                                                | вид Рябчик русский |  |  |  |                     |
|  | отдел Цветковые, или Покрытосеменные |  |                                                              |                                                              | семейство Лилейные |  |                                                |                                                |                    |  |  |  |                     |
|  |                                      |  | ещё 58 порядка цветковых растений (согласно Системе APG III) | ещё 58 порядка цветковых растений (согласно Системе APG III) |                    |  |                                                | ещё 18 родов                                   | ещё 18 родов       |  |  |  |                     |
|  |                                      |  |                                                              | ещё 58 порядка цветковых растений (согласно Системе APG III) |                    |  |                                                |                                                | ещё 18 родов       |  |  |  |                     |

## Статус
III категория. Редкий вид. Внесён в Красную книгу России и Красные книги Белгородской , Рязанской и Мордовской областей.

## Прочие сведения
С 1 июля 2012 года является флористической эмблемой Серпуховского района Московской области.